# 中央经济地区
中央经济地区（俄语：Центра́льный экономи́ческий райо́н），又译中央经济区，是俄罗斯的12个经济地区之一。
中央经济区位于俄罗斯在欧洲部分的中央一部分，许多汽车公路与铁路穿过这片地区。莫斯科位于中央经济区的中心，此外还有斯摩棱斯克、雅罗斯拉夫尔、弗拉基米尔、图拉、捷尔任斯基及雷宾斯克等主要城市。

## 联邦主体
- 布良斯克州
- 伊万诺沃州
- 卡卢加州
- 科斯特罗马州
- 莫斯科州
- 奥廖尔州
- 梁赞州
- 斯摩棱斯克州
- 图拉州
- 特维尔州
- 弗拉基米尔州
- 雅罗斯拉夫尔州
- 莫斯科市